# Тухтабаев, Худайберды
Худайберды Тухтабаев (узб. Xudoyberdi To’xtaboyev, Худойберди Тўхтабоев 17 декабря 1932, Катта-Тагоб, Ферганская область, Узбекская ССР — 21 марта 2021) — советский и узбекский детский писатель, журналист, педагог. Известен благодаря переведённой на русский (а также украинский, французский и ряд других языков) повести-сказке «Волшебная шапка». Народный писатель Узбекистана (1991), заслуженный работник культуры Узбекской ССР (1982), лауреат Государственной премии Узбекской ССР имени Хамзы (1989).

## Биография
Родился 17 декабря 1932 года в селе Катта Тагоб Ферганской области. Его дедушка был одним из богатых земледельцев. Его отец получил немалое наследство от своего отца. Позже его отец женился на девушке по имени Сорабуви, которой было 16 лет, а ему — 20. Из-за политики «раскулачивания» их хотели выслать на Украину в Херсонскую область. Они спрятались в доме дяди, где и появился на свет маленький Худайберды Тухтабаев. Но через полтора года их нашли и его отца избили до смерти на глазах у его жены и ребёнка. На этом их мучения не закончились, «Кулака» запретили хоронить на общем кладбище, и мама Худайберды и сам он похоронили бедного отца ночью на кладбище. Они стали жить у бабушки Робии, но в начале Второй мировой войны бабушка Робия приютила много детей, и Худайберды оказался в детдоме (про это он рассказывает в романе «Юноша с пятью детьми»)
Публиковаться начал ещё во время обучения в старших классах школы. В 1949 году окончил Кокандское педагогическое училище, а в 1955 году — Ташкентский государственный университет.
Профессиональную деятельность начал в качестве учителя районной школы Ферганской области, позже работал заведующим учебной частью, а затем и директором школы.
Начиная с 1958 года Худайберды Тухтабаев на протяжении 14-ти лет в газетах «Вечерний Ташкент», «Советский Узбекистан» опубликовал более 300 фельетонов. Также печатался в журналах «Гулистан», «Звезда Востока», «Гулхан», «Гунча», «Молодая сила», в печатных изданиях «Молодая гвардия» и «Камалак».
В 1958 году за короткое время в свет вышли книги «Молодая гвардия», «Тайна раскрыта», «Волшебная шапка».
Позже появились романы «Оманбай и Давронбай», «Конец жёлтого дива», «Годы и дороги», «Беш болали йигитча», «Касоскорнинг олтин боши», «Сехргарлар жанги ёки ширин ковунлар мамлакатида», «Жаннати одамлар», повесть «Свет в заброшенном доме».
Зарубежным читателям Худайберды Тухтабаев известен благодаря переведённой на русский (а также украинский, французский и ряд других языков) повести-сказке «Волшебная шапка», удостоенной премии на Всесоюзном конкурсе на лучшую детскую книгу в 1970 года.